# Apollodore de Cyrène
Pour les articles homonymes, voir Apollodore et Cyrène (homonymie).
Apollodore de Cyrène (grec ancien : Ἀπολλόδωρος ὁ Κυρηναῖος) est un grammairien grec cité par d'autres grammairiens grecs ou byzantins comme le scholiaste d'Euripide, l'auteur de l’Etymologicum magnum, la Souda. Selon Athénée de Naucratis, il semble qu'il ait écrit un ouvrage sur les vases à boire.